# Dżariz
Dżariz (arab. جارز) – wieś w Syrii, w muhafazie Aleppo. W 2004 roku liczyła 945 mieszkańców.